# Hessisches Literaturforum
Das Hessische Literaturforum im Mousonturm e. V. wurde 1985 als „Hessisches Literaturbüro“ gegründet und logierte zunächst im Haus der Begegnung im Frankfurter Gärtnerweg, bis es kurz nach Ende der Sanierungsarbeiten des Mousonturms dort Räumlichkeiten bezog, in denen es bis heute residiert. 2002 folgte die Umbenennung in „Hessisches Literaturforum im Mousonturm e. V.“. Das Hessische Literaturforum ist gemeinsam mit der im selben Jahr gegründeten Romanfabrik eine der ältesten öffentlichen Einrichtungen für Literaturveranstaltungen in Frankfurt am Main.
Mitbegründer und erster Geschäftsführer war der Lyriker Paulus Böhmer, ihm folgte 2002 Werner Söllner. Nach dessen Rücktritt im Jahre 2010 übernahm Harry Oberländer diese Position. Seit 2016 ist der Literaturwissenschaftler Björn Jager Programmleiter und Geschäftsführer.
Zum Angebot gehören Lesungen, Diskussionen und Podiumsgespräche. Darüber hinaus werden mehrmals jährlich Schreibseminare durchgeführt. Zu den zentralen Aufgabengebieten gehört auch die Förderung und Betreuung junger Autoren, insbesondere früher mit dem in Fortführung des vom VS Hessen 1976 gestifteten, „als Gegenpreis zur Frankfurter Buchmesse konzipierten“ Hungertuch-Preis, und derzeit im Rahmen des Schreibwettbewerbs „Junges Literaturforum Hessen-Thüringen“. Seit dem Jahr 2013 organisiert das Hessische Literaturforum im Auftrag des Hessischen Ministeriums für Wissenschaft und Kunst das landesweite Literaturfestival „Leseland Hessen“, seit 2014 zudem den Jugendschreibwettbewerb „ohne Punkt und Komma“.
Seit 1986 gibt das Literaturforum die Literaturzeitschrift „L. Der Literaturbote“ heraus, die früher viermal seit 2020 jedoch zweimal jährlich erscheint, eine Nummer ersetzt dabei den Umfang zweier Einzelausgaben. Das Literaturforum ist zudem seit 2004 auch die Geschäftsstelle der  Hessischen Leseförderung.
Es hat seinen Sitz im Frankfurter Künstlerhaus Mousonturm.